# 111e division d'infanterie (Allemagne)
Pour les articles homonymes, voir 111e division d'infanterie.
La 111e division d'infanterie (en allemand : 111. Infanterie-Division ou 111. ID) est une des divisions d'infanterie de la Wehrmacht durant la Seconde Guerre mondiale.

## Création
La 111. Infanterie-Division est formée le 6 novembre 1940 à Lunebourg en tant qu'élément de la 12. welle (12e vague de mobilisation).
Elle est détruite à Sébastopol en Crimée le 12 mai 1944. L'état-major de la division forme l'état-major de la 226. Infanterie-Division.

## Organisation

### Commandants
| Date                                | Grade                  | Commandant        |
| ----------------------------------- | ---------------------- | ----------------- |
| 5 novembre 1940 - 1er janvier 1942  | General der Infanterie | Otto Stapf        |
| 1er janvier 1942 - 15 août 1943     | General der Infanterie | Hermann Recknagel |
| 15 août 1943 - 30 août 1943         | Generalmajor           | Werner von Bülow  |
| 30 août 1943 - 1er novembre 1943    | General der Infanterie | Hermann Recknagel |
| 1er novembre 1943 - 10 février 1944 | Generalmajor           | Erich Gruner      |
| 10 février 1944 - 22 avril 1944     | Generalmajor           | Kurt Adam         |
| 22 avril 1944 - 12 mai 1944         | ?                      | ?                 |

### Officiers d'opérations (Generalstabsoffiziere (Ia))
| Date                         | Grade          | Commandant                   |
| ---------------------------- | -------------- | ---------------------------- |
| Novembre 1940 - 1er mai 1942 | Oberst         | Hans Stoch                   |
| 1er mai 1942-janvier 1943    | Oberst         | Alfred Philippi              |
| Juillet 1943 - novembre 1943 | Major          | Hasso Freiherr von Puttkamer |
| ? - 12 mai 1944              | Oberstleutnant | Alexander Franz              |

## Théâtres d'opérations
- Allemagne : novembre 1940 - juin 1941
- Front de l'Est, secteur Sud : juin 1941 - mai 1944
  - Siège de Sébastopol : 30 octobre 1941 - 4 juillet 1942

## Ordres de bataille
1940
- Infanterie-Regiment 50
- Infanterie-Regiment 70
- Infanterie-Regiment 117
- Artillerie-Regiment 117
- Pionier-Bataillon 111
- Panzerjäger-Abteilung 111
- Aufklärungs-Abteilung 117
- Divisions-Nachrichten-Abteilung 111
- Divisions-Nachschubführer 111

Automne 1943
- Grenadier-Regiment 50
- Grenadier-Regiment 70
- Grenadier-Regiment 117
- Divisions-Füsilier-Bataillon 111
- Artillerie-Regiment 117
- Pionier-Bataillon 111
- Panzerjäger-Abteilung 111
- Divisions-Nachrichten-Abteilung 111
- Divisions-Nachschubführer 111

## Décorations
Certains membres de cette division ont été décorés pour faits d'armes :
- Agrafe de la liste d'honneur
  - 2
- Croix allemande en Or
  - 60
- Croix de chevalier de la Croix de fer
  - 11
  - 1 feuilles de chêne